# Disclisioprocta vorax
Disclisioprocta vorax là một loài bướm đêm trong họ Geometridae.